# Arrondissementen van Parijs
De stad Parijs is verdeeld in 20 arrondissementen, die op hun beurt zijn onderverdeeld in wijken, 80 in totaal.
Op 11 oktober 1795 werd Parijs onderverdeeld in 12 arrondissementen. Op 1 januari 1860 werden de twaalf oude arrondissementen van Parijs herverdeeld en samen met nieuwe delen van de stad ondergebracht in de huidige twintig arrondissementen. De twintig arrondissementen zijn opgebouwd als een spiraal die met de klok mee van het centrum naar buiten draait, zoals een slakkenhuis. Het eerste arrondissement ligt op de rechteroever van de Seine. 
Elk arrondissement bestaat uit meerdere, vaak vier, kwartieren, quartier in het Frans. Voordat de postcode werd ingevoerd was het gebruikelijk bij het adresseren van een brief bij de plaatsnaam ook het arrondissement te vermelden, bijvoorbeeld "Paris 8e". Tegenwoordig is het arrondissementsnummer in de postcode (75) opgenomen en schrijft men "75008".
Ieder arrondissement in Parijs heeft een eigen gemeenteraad, gemeentehuis en burgemeester. Ondanks de directe verkiezingen is de politieke macht van een arrondissement vrij beperkt. Ze betreft voornamelijk een adviserende en symbolische rol. 
| Nummer | Oever | Bijnaam              | Oppervlak (km²) | Bevolking (2013) | Bevolkingsdichtheid (inw. per km²) | Bevolkingspiek | Logo |
| ------ | ----- | -------------------- | --------------- | ---------------- | ---------------------------------- | -------------- | ---- |
| 1      | R     | Louvre               | 1,826           | 17.165           | 9.400                              | voor 1861      |      |
| 2      | R     | Bourse               | 0,992           | 21.914           | 22.091                             | voor 1861      |      |
| 3      | R     | Temple               | 1,171           | 36.380           | 31.067                             | voor 1861      |      |
| 4      | R     | Hôtel-de-Ville       | 1,601           | 27.689           | 17.295                             | voor 1861      |      |
| 5      | L     | Panthéon             | 2,541           | 61.267           | 24.111                             | 1911           |      |
| 6      | L     | Luxembourg           | 2,154           | 44.458           | 20.640                             | 1911           |      |
| 7      | L     | Palais-Bourbon       | 4,088           | 57.372           | 14.034                             | 1926           |      |
| 8      | R     | Élysée               | 3,881           | 39.802           | 10.256                             | 1891           |      |
| 9      | R     | Opéra                | 2,179           | 60.170           | 27.614                             | 1901           |      |
| 10     | R     | Entrepôt             | 2,892           | 93.438           | 32.309                             | 1881           |      |
| 11     | R     | Popincourt           | 3,666           | 155.267          | 42.353                             | 1911           |      |
| 12     | R     | Reuilly              | 16,324¹ 6,377²  | 146.251          | 22.934³                            | 1962           |      |
| 13     | L     | Gobelins             | 7,146           | 185.489          | 25.957                             | 1999           |      |
| 14     | L     | Observatoire         | 5,621           | 142.145          | 25.288                             | 1954           |      |
| 15     | L     | Vaugirard            | 8,502           | 239.535          | 28.174                             | 1962           |      |
| 16     | R     | Passy                | 16,305¹ 7,846²  | 169.070          | 21.549³                            | 1962           |      |
| 17     | R     | Batignolles-Monceaux | 5,669           | 171.906          | 30.324                             | 1954           |      |
| 18     | R     | Butte-Montmartre     | 6,005           | 200.915          | 33.458                             | 1931           |      |
| 19     | R     | Buttes-Chaumont      | 6,786           | 187.550          | 27.638                             | 1999           |      |
| 20     | R     | Ménilmontant         | 5,984           | 196.479          | 32.834                             | 1936           |      |

Opmerkingen:
- ¹ opp. 12e arrondissement inclusief Bois de Vincennes, opp. 16e arrondissement inclusief Bois de Boulogne
- ² opp. 12e arrondissement exclusief Bois de Vincennes, opp. 16e arrondissement exclusief Bois de Boulogne
- ³ bevolkingsdichtheid exclusief Bois de Vincennes en Bois de Boulogne

## Bron
Insee (Frans Nationaal Bureau voor de Statistiek)